# Euheresiarches insulindicus
Euheresiarches insulindicus là một loài tò vò trong họ Ichneumonidae.